# Кизилсаянський сільський округ
Кизилсая́нський сільський округ (каз. Қызылсая ауылдық округі, рос. Кызылсаянский сельский округ) — адміністративна одиниця у складі Зерендинського району Акмолинської області Казахстану. Адміністративний центр — село Кизилсая.
Населення — 463 особи (2021; 833 у 2009, 1243 у 1999, 1742 у 1989).
Станом на 1989 рік існувала Кизилсаянська сільська рада (села Біктесін, Кзилагаш, Кзилсая) колишнього Кокчетавського району.

## Склад
До складу округу входять такі населені пункти:
| Населений пункт | Населення, осіб (1989) | Населення, осіб (1999) | Населення, осіб (2009) | Населення, осіб (2021) |
| --------------- | ---------------------- | ---------------------- | ---------------------- | ---------------------- |
| Біктесін, село  | 181                    | 121                    | 82                     | 22                     |
| Кизилагаш, село | 184                    | 167                    | 101                    | 58                     |
| Кизилсая, село  | 1377                   | 955                    | 650                    | 416                    |